# Thời Chung
Thời Chung (時鍾; tiếng Latinh: Hōrologium, nghĩa là 'đồng hồ quả lắc', bắt nguồn từ tiếng Hy Lạp cổ đại ὡρολόγιον, n.đ. 'một công cụ báo giờ') là một chòm sao mờ trên bầu trời bán cầu nam và là chòm sao có diện tích lớn thứ 58. Thời Chung được nhà thiên văn học người Pháp Nicolas-Louis de Lacaille đề xuất lần đầu tiên vào năm 1756 và được mô tả là một chiếc đồng hồ có quả lắc và kim giây.
Sao sáng nhất trong chòm sao Thời Chung, và là ngôi sao duy nhất trong chòm sao này có cấp sao biểu kiến nhỏ hơn 4 (cấp sao càng nhỏ thì sao càng sáng và ngược lại), là Alpha Horologii (có cấp sao 3,85). Đây là một sao khổng lồ cam già đang giãn nở với bán kính gấp khoảng 11 lần bán kính Mặt Trời. R Horologii là một sao biến quang Mira với cấp sao thay đổi từ 4,7 đến 14,3. Chòm sao này cũng bao gồm bốn hệ sao đã xác nhận là được các ngoại hành tinh quay quanh; trong đó có ít nhất một hệ hành tinh (hệ Gliese 1061) mà ngoại hành tinh trong hệ nằm trong vùng ở được quanh sao.

## Lịch sử
Nhà thiên văn học người Pháp Nicolas-Louis de Lacaille đề xuất chòm sao Thời Chung với tên l'Horloge à pendule & à secondes ('Đồng hồ với quả lắc và kim giây') vào năm 1756, sau khi ông quan sát và lập danh mục cho gần 10.000 ngôi sao trên bầu trời bán cầu nam trong thời gian ở Mũi Hảo Vọng. Tất cả các chòm sao do ông đề xuất (trừ chòm sao Sơn Án mang hình ảnh núi Bàn) đều mang hình ảnh các dụng cụ khoa học, tượng trưng cho Thời kỳ Khai Sáng. Năm 1763, tên chòm sao này được Latinh hóa thành Horologium trong một danh mục và biểu đồ cập nhật xuất bản sau khi Lacaille qua đời.

## Đặc điểm
Có diện tích 248,9 độ vuông (chiếm 0,603% bầu trời), Thời Chung có diện tích lớn thứ 58 trong số 88 chòm sao hiện đại. Toàn bộ chòm sao này có thể quan sát được từ phía nam vĩ tuyến 23°B. Thời Chung giáp với chòm sao Ba Giang, Thủy Xà, Võng Cổ, Kiếm Ngư và Điêu Cụ.
Liên đoàn Thiên văn Quốc tế thông qua tên viết tắt gồm ba chữ cái của chòm sao này là  "Hor" vào năm 1922. Giới hạn chính thức của Thời Chung được xác định bởi một đa giác 22 cạnh (được minh họa ở hộp thông tin). Trong hệ tọa độ xích đạo, xích kinh của giới hạn này nằm trong khoảng từ 02h 12,8m đến 04h 20,3m, trong khi xích vĩ nằm trong khoảng từ −39,64° đến −67,04°.